# Aricia ultima
Aricia ultima är en fjärilsart som beskrevs av Ruggero Verity 1927. Aricia ultima ingår i släktet Aricia och familjen juvelvingar. Inga underarter finns listade i Catalogue of Life.